# Zapovédnoie
Zapovédnoie (en rus: Заповедное) és un poble de l'óblast de Rostov, a Rússia, que en el cens del 2010 tenia 80 habitants, pertany al districte de Remóntnoie.